# Estadio Ashgabat
El Estadio Ashgabat (en turcomano: Aşgabat Stadiony) es un estadio multiusos, pero principalmente ocupado para la práctica del fútbol, situado en la ciudad de Asjabad, capital de Turkmenistán.
El estadio fue inaugurado en 2011 y posee una capacidad para 20.000 personas. Es la sede de los clubes de fútbol FC Aşgabat, FK Altyn Asyr y FC Ahal de la Liga Superior de Turkmenistán.

## Historia
En 2009, el gobierno del país, asignó fondos para la construcción de un estadio polivalente para eventos deportivos con capacidad para 20.000 personas. La construcción estuvo a cargo de la empresa turca Polimeks. La inauguración del estadio Ashgabat se celebró el 28 de octubre de 2011, durante las celebraciones del 20. aniversario de la independencia del país de la Unión Soviética, a la ceremonia de inauguración del complejo deportivo asistió el presidente de la república de Turkmenistán, Gurbanguly Berdimuhamedow. 
El proyecto del estadio se construyó en una superficie de 380.000 metros cuadrados en el suroeste de la ciudad de Ashgabat. Además del estadio, en el recinto se encuentran, entre otras cosas, un hotel de 16 pisos para 2.000 huéspedes, cinco campos de fútbol de diferentes superficies, dos pistas de atletismo y cuatro canchas de tenis. El estadio cuenta, entre otras cosas, con canchas cubiertas para voleibol, baloncesto, bádminton, bolos y boxeo.